# Ilova (Rumunia)
Ilova – wieś w Rumunii, w okręgu Caraș-Severin, w gminie Slatina-Timiș. W 2011 roku liczyła 701 mieszkańców. 